# Orazio Gentileschi

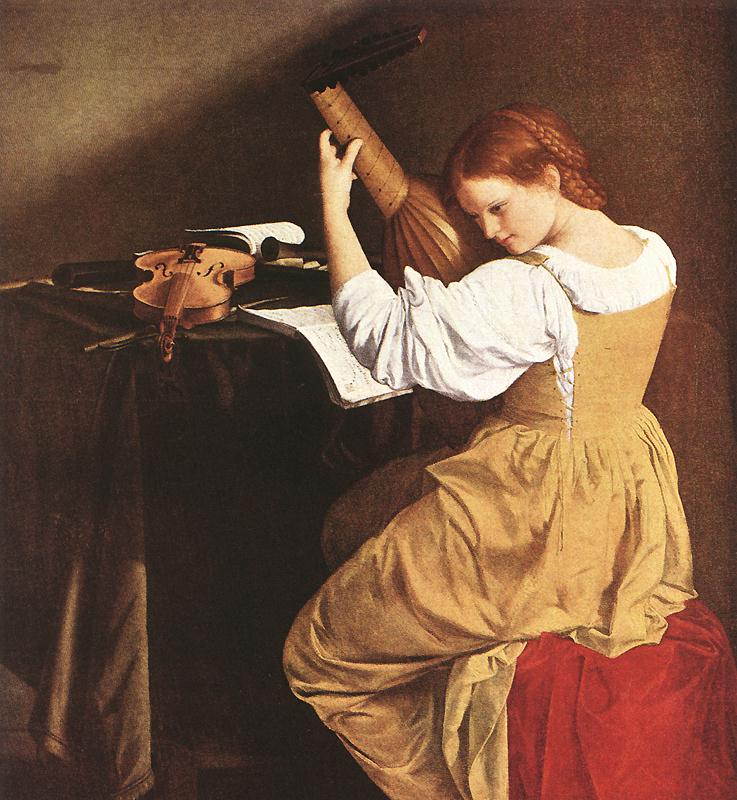
Luitspeelster, 1612, National Gallery of Art, Washington D.C.

Orazio Gentileschi (Pisa, 1563 - Londen, 1639) was een Italiaans kunstschilder. Hij was de vader van de schilderes Artemisia Gentileschi. 
Gentileschi was naast Bartolomeo Manfredi (1563-1639) een van de eerste navolgers van Caravaggio. Hij was opgeleid als goudsmid, en trok rond 1577 naar Rome. Hij werd daar pas in 1588 als schilder vermeld, toen hij verschillende belangrijke opdrachten kreeg. Gentileschi werkte toen echter nog geheel in de stijl van het Romeinse maniërisme uit die tijd. 
De kennismaking met het werk en de persoon van Caravaggio brachten vanaf 1599 een omslag teweeg in Gentileschi's stijl. Hij werd ook door nieuwe ontwikkelingen in Florence, rondom Santi di Tito beïnvloed. Echt caravaggistisch werd zijn stijl vanaf 1606, het jaar waarin Caravaggio zelf Rome ontvluchtte. Vanaf 1612 maakten de kenmerkende dramatische, expressieve kracht en het realisme echter plaats voor een meer ingetogen lyriek, die weer aansloot bij de Florentijnse schilderkunst. 
In 1621 verhuisde Gentileschi naar Genua, en in 1624 naar Frankrijk op uitnodiging van Maria de Medici. Weer twee jaar later ging hij als hofschilder van Karel I naar Engeland, waar hij de rest van zijn leven doorbracht. Zijn stijl is in deze jaren verder geëvolueerd naar een classicistische hofstijl.